# Боксирующие мужчины
«Боксирующие мужчины» (англ. Men Boxing) — американский короткометражный фильм Уильяма Диксона и Уильяма Хейза. Фильм был снят в период с мая по июнь 1891 года в фотолаборатории Эдисона в Вест-Ориндже, штат Нью-Джерси, на экспериментальную кинематографическую камеру Эдисона-Диксона-Хейза. Фильм сохранился в киноархиве Библиотеки Конгресса США в коллекции Гордона Хендрикса и никогда не демонстрировался публично.

## Сюжет
Фильм показывает двоих мужчин в боксерских перчатках, которые готовятся к спаррингу в студии «Эдисон».